# 斯塔夫羅韋
47°36′45″N 29°33′10″E / 47.61250°N 29.55278°E
斯塔夫羅韋（烏克蘭語：Ставрове）是位於烏克蘭西南部的村莊，由敖德萨州波季利斯克区的奧克尼市鎮負責管轄。該村始建於1840年，面積3.43平方公里，海拔高度194米，2001年人口1,181，人口密度每平方公里344.31人。